# Thais (Heilige)

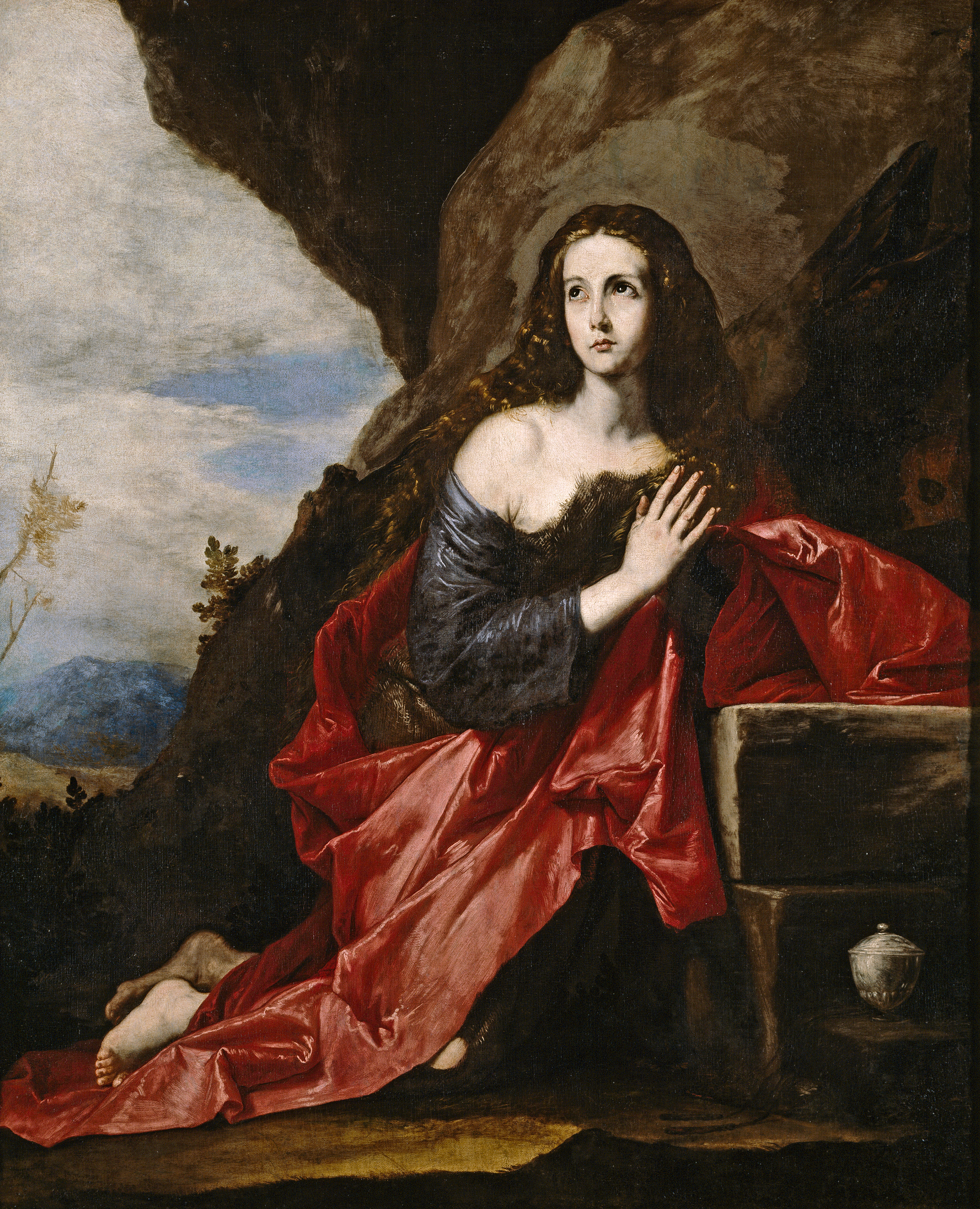
Die büßende Hl. Maria Magdalena als Thaïs, Ölbild von Jusepe de Ribera (um 1641)

Thais (auch: Thaisis, Thaisia oder Taisia) war der Legende nach eine ägyptische Hetäre des 4. Jahrhunderts, die nach ihrer Bekehrung als heiligmäßige Eremitin gelebt haben soll.

## Namensbedeutung
Der Name bedeutet in koptischer Sprache „zu Isis gehörig“. Die Wahl des Namens erinnert wohl nicht zufällig an Thaïs, die legendäre Hetäre Alexanders des Großen aus dem 4. Jahrhundert vor Christus.

## Leben
Thais lebte der Legende nach als Kurtisane in der ägyptischen Wüste, wo sie von Paphnutius von Ägypten zum Christentum bekehrt wurde. Drei Jahre lang büßte sie als Eremitin, kurz danach starb sie.

## Verehrung
Thais wird gemeinsam mit Pelagia als Patronin der reuigen Dirnen verehrt.

## Rezeption in der Kunst
Eine dichterische Bearbeitung erfuhr die Heiligenlegende durch das Drama Paphnutius (nach 962) von Hrotsvit von Gandersheim. Dieses diente Anatole France als Vorbild für seinen Roman Thaïs (1890), auf dem wiederum die Oper Thaïs (1894) von Jules Massenet beruht.

## Sonstiges
Gedenktag katholisch: 8. Oktober